# Selle (Somme)
Die Selle (im Oberlauf auch: Celle) ist ein Fluss in Frankreich, der in der Region Hauts-de-France verläuft. Sie entspringt im Gemeindegebiet von Catheux, entwässert generell in nordöstlicher Richtung und mündet nach rund 39 Kilometern im Stadtgebiet von Amiens als linker Nebenfluss in die Somme. Auf ihrem Weg durchquert sie die Départements Oise und Somme.

## Orte am Fluss
- Catheux
- Fontaine-Bonneleau
- Croissy-sur-Celle
- Conty
- Lœuilly
- Plachy-Buyon
- Vers-sur-Selles
- Saleux
- Salouël
- Amiens